# Цгуну
Цгуну (коса Qunu, чит. ˈk͡ǃuːnu, распространено ошибочное «Куну») — небольшая деревня в Восточно-Капской провинции в Южно-Африканской Республике, в 32 км к юго-западу от Умтаты на дороге между Баттервортом и Умтатой.

## История
Южнее, на реке Мбаше, находится небольшая деревня Мфезо, где родился Нельсон Мандела, будущий президент ЮАР, а вырос он в Цгуну. В Цгуну отец Нельсона переехал после того, как был смещён колониальными властями с должности главы деревни Мфезо. В автобиографии Мандела указывает Цгуну как место, в котором он прожил самые счастливые моменты своего детства.
После отставки с поста президента ЮАР Нельсон Мандела жил здесь до 2012 года.
Цгуну стала местом последнего упокоения Манделы. Он был похоронен здесь 15 декабря 2013 года.
В Цгуну есть дом-музей Нельсона Манделы, филиалы которого находятся в Мфезо и Умтате.

## Галерея
- Цгуну
- Дом-музей Нельсона Манделы в Цгуну